# William A. Rowan
William A. Rowan (* 24. November 1882 in Chicago, Illinois; † 31. Mai 1961 ebenda) war ein US-amerikanischer Politiker. Zwischen 1943 und 1947 vertrat er den Bundesstaat Illinois im US-Repräsentantenhaus.

## Leben
William Rowan besuchte die St. Patrick Grade School sowie die St. Patrick High School und studierte danach an der University of Chicago. Anschließend arbeitete er für einige Zeit in einer Stahlfabrik. Zwischen 1907 und 1927 war Rowan in der Zeitungsbranche tätig. Er wurde unter anderem Verleger und Herausgeber einer Zeitung in Chicago. Gleichzeitig schlug er als Mitglied der Demokratischen Partei eine politische Laufbahn ein. Zwischen 1927 und 1942 gehörte er dem Stadtrat von Chicago an.
Bei den Kongresswahlen des Jahres 1942 wurde Rowan im zweiten Wahlbezirk von Illinois in das US-Repräsentantenhaus in Washington, D.C. gewählt, wo er am 3. Januar 1943 die Nachfolge von Raymond S. McKeough antrat. Nach einer Wiederwahl konnte er bis zum 3. Januar 1947 zwei Legislaturperioden im Kongress absolvieren. Diese waren von den Ereignissen des Zweiten Weltkrieges und dessen Folgen geprägt.
Im Jahr 1946 wurde William Rowan nicht wiedergewählt. Zwischen 1947 und 1953 war er Revisor (Comptroller) der Zollbehörde in Chicago. Er starb am 31. Mai 1961 in Chicago.